# Symblepharis perichaetialis
Symblepharis perichaetialis là một loài Rêu trong họ Dicranaceae. Loài này được (Hook.) Wilson miêu tả khoa học đầu tiên năm 1854.